# Mike Blouin

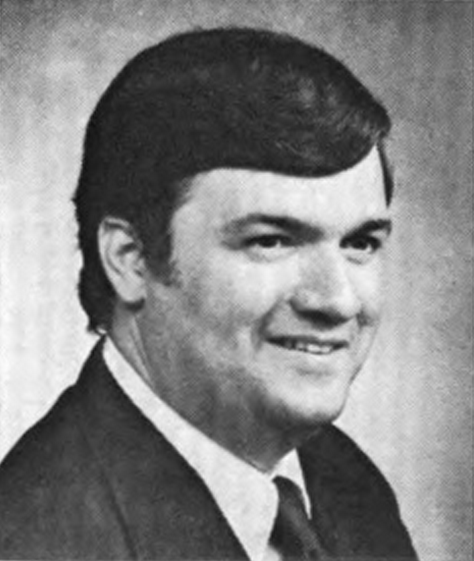
Mike Blouin

Michael Thomas „Mike“ Blouin (* 7. November 1945 in Jacksonville, Florida) ist ein US-amerikanischer Politiker. Zwischen 1975 und 1979 vertrat er den Bundesstaat Iowa im US-Repräsentantenhaus.

## Werdegang
Mike Blouin besuchte die öffentlichen Schulen in Miami Shores (Florida) und in Chicago. Danach studierte er bis 1966 am Loras College in Dubuque (Iowa) politische Wissenschaften. Anschließend arbeitete er in Dubuque als Grundschullehrer. Später war er als Werbeberater tätig. Blouin wurde Mitglied der Demokratischen Partei. Zwischen 1969 und 1973 war er Abgeordneter im Repräsentantenhaus von Iowa; von 1973 bis 1974 gehörte er dem Staatssenat an. Zwischen 1966 und 1973 war er Delegierter auf den regionalen Parteitagen der Demokraten in Iowa.
1974 wurde Blouin im zweiten Wahlbezirk von Iowa in das US-Repräsentantenhaus in Washington, D.C. gewählt, wo er am 3. Januar 1975 die Nachfolge des in den Senat gewechselten John Culver antrat. Nach einer Wiederwahl im Jahr 1976 konnte er bis zum 3. Januar 1979 zwei Legislaturperioden im Kongress absolvieren. Bei den Wahlen des Jahres 1978 unterlag er dem Republikaner Tom Tauke.
Von 1980 bis 1981 arbeitete er für die Dienstleistungsbehörde Community Services Administration. Zwischen 1981 und 1987 war er Direktor einer Stiftung zu Gunsten des Kirkwood Community College in Cedar Rapids. Zwischen 1987 und 1991 war Blouin Direktor für wirtschaftliche Weiterentwicklung bei der Handelskammer von Cedar Rapids, die er von 1993 bis 1999 leitete. Ab 2003 leitete er das Ministerium für wirtschaftliche Entwicklung des Staates Iowa. 2006 bewarb er sich erfolglos um die Nominierung seiner Partei für die Gouverneurswahlen, die an Chet Culver ging.